# Georg Hellmesberger (senior)
Georg Hellmesberger   (Viena, 24 d'abril de 1800 - Viena, 16 d'agost de 1873), va ser un violinista i pedagog austríac.
Fill d'un antic mestre d'escola i comptable, Georg Hellmesberger va rebre les seves primeres lliçons de violí del seu pare. No obstant això, el seu camí musical el va portar primer a l'imperial Konvikt com a cor de nen i a l'edat de 10 anys -Franz Schubert següent- com a soprano a la Hofmusikkapelle vienesa.
Després de visitar l'escola al monestir cisterciense d'Heiligenkreuz probablement destinat a l'estudi de la teologia, el jove Hellmesberger va decidir, però aviat per a la professió de músics. Quan encara era un aficionat va dona el seu primer concert el 1819, però després va estudiar composició en E. A. Förster i 1820 violí amb J. Böhm en només un any de la classe de violí prèviament establert en el Conservatori de la Societat d'Amics de la Música. 1821 Hellmesberger ja era com un mestre substitut de Böhm i abans de 1825 professor titular va ser nomenat en 1833 i el professor real a l'Institut.
Invitant als seus concerts a d'altres músics, aviat es va guanyar la reputació de "un dels violinistes més eficients a Viena". Com a successor d'Ignaz Schuppanzigh es va convertir en 1830 en primer violí a l'Òpera de la Cort, una posició que més tard, el 1842, fundada pels membres de l'orquestra de l'òpera concert de l'orquestra Tribunal de la Filharmònica de Viena va prendre. 1830 va ser Georg Hellmesberger també va ser nomenat membre de l'orquestra del tribunal.
Probablement inspirat per Schuppanzigh i el seu propi mestre, Joseph Böhm, també va fundar un quartet i va tenir una bona reputació com a tal. No obstant això, va aparèixer amb els seus companys Leopold Jansa, Matthias Durst i Aegidius Borzaga només en concerts privats, que sovint es van celebrar a casa seva davant d'un públic selecte.
Com a director d'orquestra Georg Hellmesberger només ocasionalment participava com a conductor de la societat de concerts d'amants de la música o de concerts filharmònics.
Els concerts especials que dona al país, el situen en el primer lloc com a mestre de violí, entre els seus més importants alumnes va tenir a Heinrich Wilhelm Ernst, Robert Klenck, Joseph Joachim, Miska Hauser, Leopold Auer i els seus dos fills Josef Hellmesberger i G. Hellmesberger. Amb aquests va fer gires del seu art de 1847/48 arreu d'Alemanya i Anglaterra.
1867 fou obligat com a professor de violí al retir, ell fou capaç d'acceptar el decret per al seu fill Josep, que era des de 1850 director del Conservatori. Sis anys més tard va morir Georg Hellmesberger, Com una mena de avantpassat de "Hellmesberger dinastia musical", i se'n va anar com a compositor, entre d'altres, alguns temes en solitari, un trio, un quartet de corda i dos concerts per a violí.
La seva tomba es troba al bosc de tombes del parc Währinger, on va ser traslladat el 1923.